# جينو لاندي
جينو لاندي (بالإيطالية: Gino Landi) (2 أغسطس 1933 – 17 يناير 2023) كان مخرجًا مسرحيًا ومصمم رقصات إيطاليًا.

## السيرة الذاتية
وُلد لاندي في ميلانو، وكان اسمه عند الولادة جينو مانزوتي. بدأ مسيرته الفنية كممثل ومؤدي رقص في عدد من عروض الفودفيل والمسرحيات الغنائية، وظهر لأول مرة كمصمم رقصات في عرض Chiamate Arturo 777 من إخراج إرمنيو ماكي، بعد أن لاحظ الأخير موهبته في تصميم الرقصات.
خلال مسيرته، تعاون لاندي مع عدد من الفنانين البارزين في مجال المسرح والموسيقى، من بينهم ناينو روتا، فديريكو فليني، وروبرتو روسيليني. كما أخرج عدة عروض موسيقية وأوبرالية لمسرح لا سكالا في ميلانو، ومسرح أوبرا فيينا، وأماكن بارزة أخرى في إيطاليا وأوروبا.
أخرج لاندي أيضًا العديد من النسخ المسرحية لمهرجان سانريمو الموسيقي، بالإضافة إلى عروض تلفزيونية ناجحة لهيئة الإذاعة الإيطالية RAI.

## أعماله
- باربرا ( فيلم أرجنتينى)

## الوفاة
توفي جينو لاندي في روما في 17 يناير 2023 عن عمر ناهز 89 عامًا.